# Cascais Challenger
Il Cascais Challenger è stato un torneo professionistico di tennis giocato su campi in sintetico indoor. Faceva parte dell'ATP Challenger Series. Si è giocata una sola edizione, a Cascais in Portogallo.

## Albo d'oro

### Singolare
| Anno | Campione      | Finalista     | Punteggio  |
| ---- | ------------- | ------------- | ---------- |
| 1988 | Eduardo Masso | Thomas Haldin | 4–1 ritiro |

### Doppio
| Anno | Campioni                    | Finalisti                   | Punteggio     |
| ---- | --------------------------- | --------------------------- | ------------- |
| 1988 | Ronnie Båthman Rikard Bergh | Andrew Castle Menno Oosting | 3–6, 6–4, 6–4 |